# 龍首渠
龍首渠是西漢漢武帝元朔年間開鑿的渠道，由庄熊罴主持修建，歷時十年完成。龍首渠起點位於澄城縣西南的洛水，終點位於大荔縣東的洛水。灌溉範圍涵蓋洛水下游東岸一帶。渠道開挖時有人聲稱挖到龍骨，故名龍首渠。該渠道在唐朝時荒廢。
隋唐时的龙首渠，是隋唐长安城引水渠道之一。隋开皇三年（583年）开凿。此渠引流水，从秦沟村处堰水北流，至长乐坡分为二渠，东渠从长安通化门北上，绕郭城东北。此渠因靠近城东龙首原，故名龙首渠，又因渠引自浐水，亦名浐水渠。原为隋唐时引浐水入长安城的龙首渠西渠, 后历经宋元明清时期的改凿疏浚。原隋唐龙首渠东渠，至五代后期逐渐干涸。